# La balada del mar salado
La Balada del Mar Salado es el primer álbum de la saga de Corto Maltés, el personaje creado por Hugo Pratt. En su primera edición, esta historia fue publicada por capítulos en la revista Sgt. Kirk en julio de 1967. Sin embargo, no llegó a España hasta el año 1978 de manos de la editorial Nueva Frontera.

## Personajes
Corto Maltés

Nacido el 10 de julio de 1887 en La Valeta (Malta). Su padre era un marino británico procedente de Cornualles y su madre era una gitana, apodada "la niña de Gibraltar", nacida en Sevilla (España). Debido al origen de su padre, Corto Maltés es un súbdito británico. Su residencia oficial está en la isla Antigua, en las Antillas, pero su residencia preferida se encuentra en Hong Kong. Corto Maltés vivió buena parte de su infancia en Córdoba (España).
Rasputín

Desertor del ejército ruso durante la guerra contra el Imperio Japonés y convertido ahora en aventurero de fortuna.
Pandora Groovesnore

Hija putativa de Tadeo Groovesnore “el gran armador de sydney” y sobrina de Ronald Groovesnore. Será el primer amor platónico de Corto Maltés
Caín Groovesnore

Hijo de Ronald Groovesnore. Primo de Pandora Groovesnore que al igual que ella viajaba en el “Chica de Ámsterdam" y que naufragó, siendo rescatados por Rasputín.
El Monje

Personaje misterioso, jefe de los piratas de los Mares del Sur y dueño de la isla "La Escondida". También es el padre biológico de Pandora Groovesnore y tío de Caín.
Cráneo 

Jefe de la tribu melanesia y segundo al mando de Rasputín. Cráneo tiene la intención de formar una gran nación Melanesia y Polinesia.
Capitán Christian Slütter

Nacido en Lübeck, en 1885. Oficial de la marina imperial alemana. Comandante de submarino.

## Sinopsis
ATENCIÓN: Contiene información relativa a trama

En algún lugar del Pacífico Melanesio, un catamarán salva a un hombre a la deriva. Este se encuentra crucificado a una improvisada balsa, se trata de Corto Maltés. Pero para el comandante Rasputín esta no es más que la segunda captura del día. Él ya ha recogido anteriormente a dos jóvenes supervivientes: Pandora Groovesnore y su primo Caín, por los que espera cobrar una suculenta recompensa ya que pertenecen a una adinerada familia de Australia.
Corto Maltés y Rasputín forman parte de un grupo de piratas, comandados por un misterioso hombre llamado "El Monje". Estos, se ven inmersos en los inicios de la Primera Guerra Mundial, al aceptar convertirse en corsarios del Imperio Alemán. Los corsarios deberán atacar sólo a los barcos enemigos de los alemanes y abastecer con el botín a las naves y submarinos germanos. A cambio, el Imperio Alemán se compromete a ceder un submarino para realizar labores de piratería bajo el mando del capitán Christian Slütter.
Con la llegada a "La Escondida", la presencia de los dos jóvenes empieza a causar tensión entre los personajes. "El Monje" al conocer la identidad de ambos, empieza a revivir las cicatrices de su pasado y conocedor de la naturaleza asesina y codiciosa de Rasputín, liga su seguridad a su vida. Es por ello que los chicos verán frustrados sus intentos de escapar, ya sea por parte de Rasputín (a quien El Monje mataría si algo les ocurriera) o por Corto Maltés (quien busca su seguridad y es conocedor de la crueldad de la que pueden ser capaces sus compañeros).
Pocos meses después de su llegada a la "La Escondida, estallan las hostilidades precedentes a la Primera Guerra Mundial. Los australianos y Japoneses, descubren la presencia de los alemanes en el Pacífico. La familia de los Groovesnore, oficiales de la marina australiana, encuentran finalmente la isla de El Monje, que huye en submarino de suministros. Corto Maltés y los otros son capturados. Slütter es reconocido como corsario y condenado a muerte. Pero antes de que se cumpla su condena, le entrega a Corto una carta en la que desvela la oscura procedencia de la familia Groovesnore. Gracias a esta carta, chantajea a la familia Groovesnore, consiguiendo salir airoso y abandonando "La Escondida" junto con Rasputín.